# Blockland
Das Blockland ist ein Ortsteil von Bremen und gehört direkt – ohne Stadtteilebene – zum Bremer Stadtbezirk West.

## Geografie und Ortsgebiete

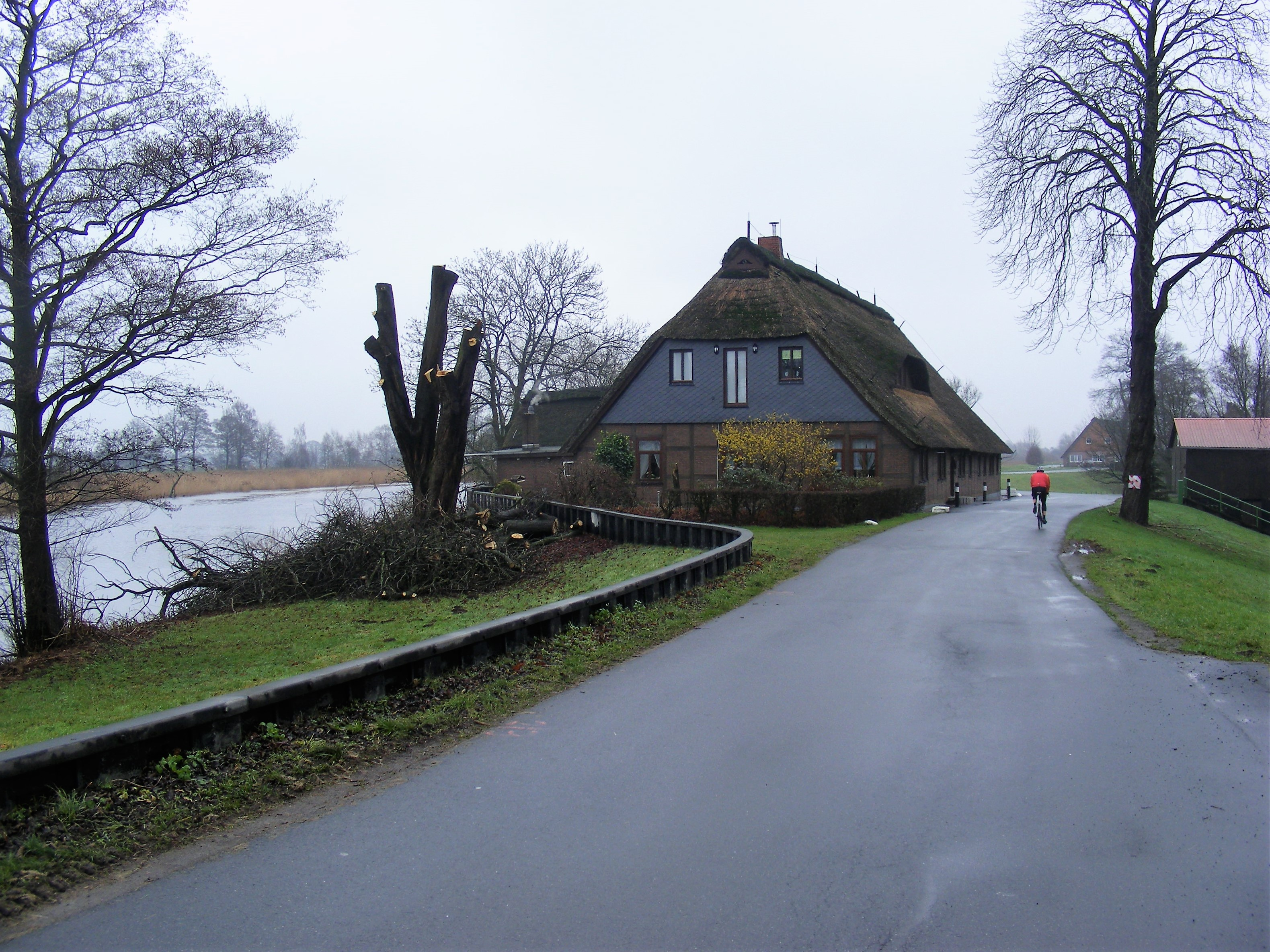
Wümmedeich des Blocklandes am 31. Dezember 2014

Das Blockland ist ein Landschaftsraum, der überwiegend durch flaches Marschland mit einer Höhe von 0,7 bis 1,8 m ü. NN geprägt ist. Es gehört zur Wümmeniederung. Ohne Deiche würden weite Flächen bei jeder Flut überschwemmt werden. Der Ortsteil wird nördlich und westlich durch den Unterlauf (Tidengewässer) der Wümme und durch die Lesum, südwestlich durch das Maschinenfleet bzw. die Autobahn A 27 und die Bremer Düne und südöstlich durch den Kuhgraben begrenzt. Der östliche Teil zwischen dem Weg Südwenje und dem Kuhgraben wird Wetterung genannt (in diesem Fall also keine Gewässerbezeichnung).

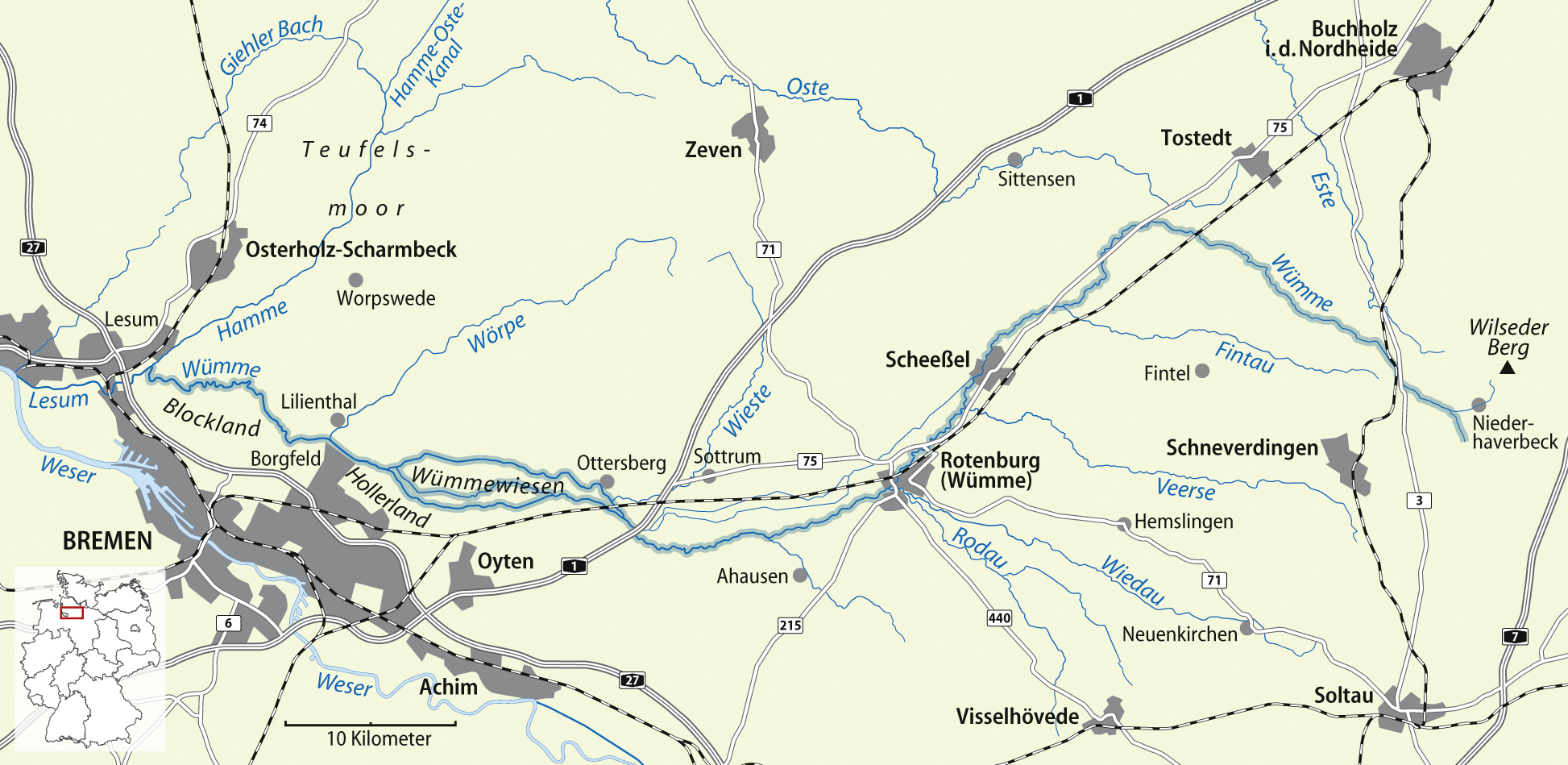
Die Wümme begrenzt das Blockland nach Norden.

Die benachbarten Stadtteile sind im Osten Horn-Lehe, im Süd-Osten Findorff, im Süden Walle und Gröpelingen, im Süden und Westen Burglesum sowie die Gemeinden Ritterhude im Norden und Lilienthal im Nordosten.
Zum Blockland gehören die historischen Dörfer bzw. Gemarkungen Bavendamm, Damme mit dem Dammsiel (heute auf Wummensiede und Niederblockland aufgeteilt), Hemme (als Ortsbezeichnung verschwunden), Niederblockland, Oberblockland, Wasserhorst, Wemme (verschwunden) und Wummensiede.
Heutzutage stehen die meisten Wohngebäude auf Wurten, die durch den Deich an Wümme und Hamme miteinander verbunden sind. Wenige neue Häuser stehen in der Marsch gleich hinter dem Deich. Dazu gibt es die bewohnte Wurt Bavendamm sowie entlang der Blocklander Hemmstraße vier Wurten, von denen drei bewohnt sind. Entlang jener Straße liegen außerdem Gruppen von Kleingärten, deren Lauben vereinzelt zu Dauerwohnungen ausgebaut wurden, so genannten Kaisenhäusern.
Das Blockland bietet ein ländliches Erscheinungsbild mit feuchten Wiesen und ausschließlich Grünlandwirtschaft.

## Geschichte

### Name
Mit der Landschaftskultivierung im Mittelalter wurde das Gebiet durch Gräben in Blöcke eingeteilt, woraus sich der Name „Blockland“ ergab.
Das Dorf Hemm hieß 1139 „Wallerehem“ und 1179 „Hemme“. Der Name (auch für die Hemmstraße) erinnert an das Gut Hemm (1385: tho dem Hemme). Es bedeutet höher gelegenes Grundstück.
Wumme oder Wemme steht für den Fluss Wümme und Dammsiel ist der Ort, an dem am Damm an der Einmündung der Kleinen Wümme in die Große Wümme ein Siel gebaut worden ist.

### Kultivierung im Mittelalter
Vor der Kultivierung ließen sich im Blockland germanische Jäger und Fischer auf der Wasserhorster Düne nieder.
Ab 1113 fand im Auftrag des Erzbischofs von Bremen durch Holländer die Kultivierung des Blocklandes und des deshalb so genannten Hollerlandes statt. Der Bau von Gräben, Deichen und Sielen bestimmte nun das Bild dieser Marschenlandschaft. Zugleich wurden die Hemmstraße und die Waller Straße beiderseits der Kleinen Wümme als erste Verbindungen ins Blockland angelegt.
Blockland war als mittelalterliche Gerichtseinheit ein Goh. Die Gohgrafen wurden von den Landleuten und ab dem 14. Jahrhundert durch das Mitwirken des Bremer Rates gewählt. 1598 wurden die Gohe Blockland und Hollerland vereinigt. 1811 wurde die Gohverfassung aufgehoben.
Die Pfarrkirche Wasserhorst entstand im 12./13. Jahrhundert. Sie war zugleich die örtliche Gerichtsstätte. In Hemme, das zum Kirchspiel Wasserhorst gehörte, stand im 14. Jahrhundert eine kleine Kapelle.
Das Blockland wurde 1235, die früheren Dörfer Hemme 1139, Wemme und Damme 1299 erstmals erwähnt. Im Mittelalter wurden diese Dörfer aufgegeben, da der Wasserstand so stark angestiegen war, dass eine Besiedlung im Blockland nur noch direkt an den Deichen möglich war.
Allerdings gibt es entlang der Kleinen Wümme noch heute vier bewohnte Einzelwurten (davon drei an der Blocklander Hemmstraße) und die nur noch als Lagerplatz genutzte Wurt des Hofes Kapelle.
Das noch bestehende Dammsiel entstand im Wümmedeich bei der Einmündung der Kleinen Wümme in die Große Wümme, nahe beim Ort Damme. Es wurde 1299 erstmals genannt. Die Dammsielschleuse wurde mehrmals erneuert. Unterhalten wurde sie von den Dorfschaften des Block- und Hollerlandes.

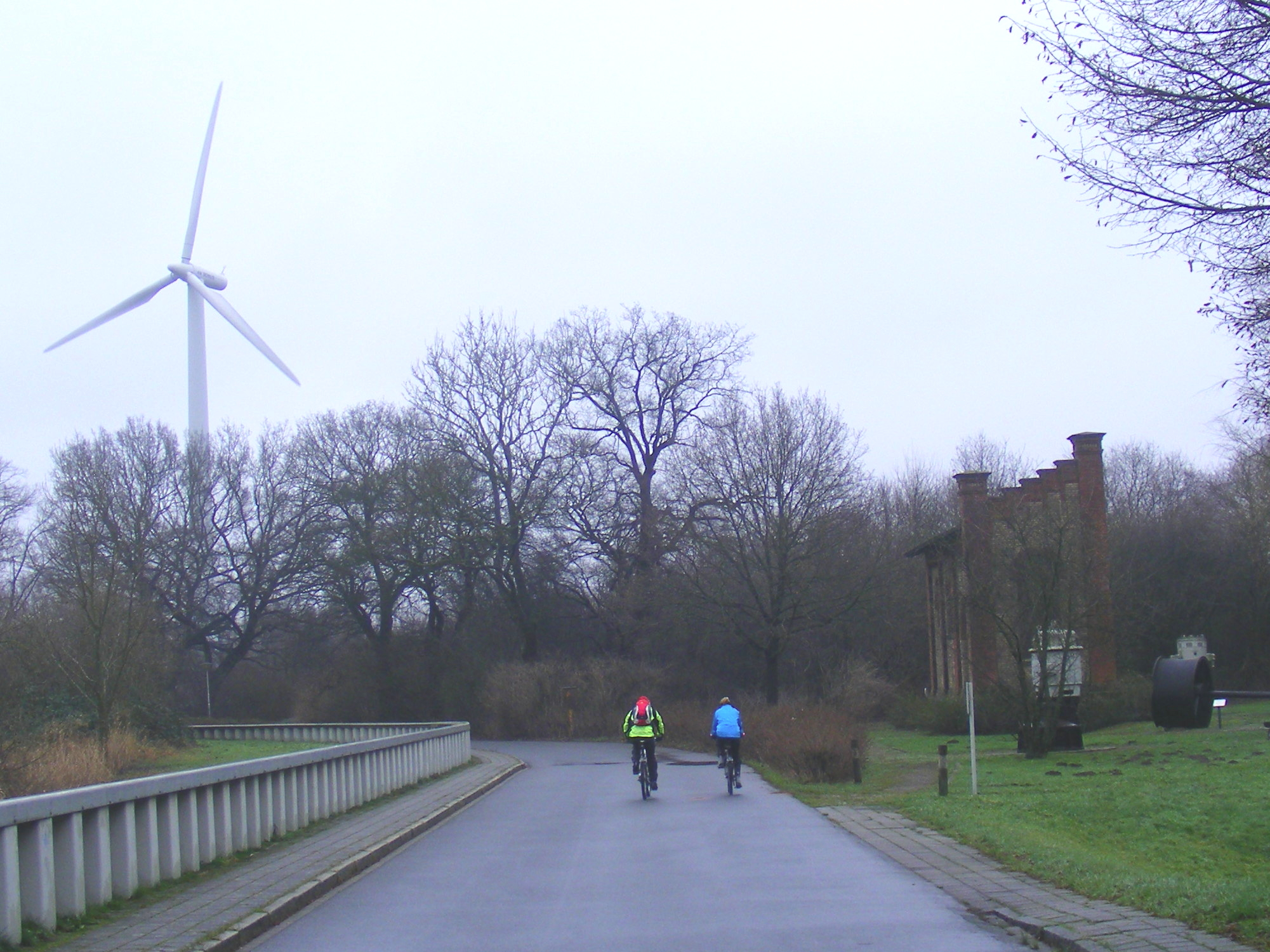
Gebäuderest und ausgestellte Pumpeinrichtungen des alten Schöpfwerks Wasserhorst; Windrad im Hintergrund jenseits des neuen

### Die Neuzeit

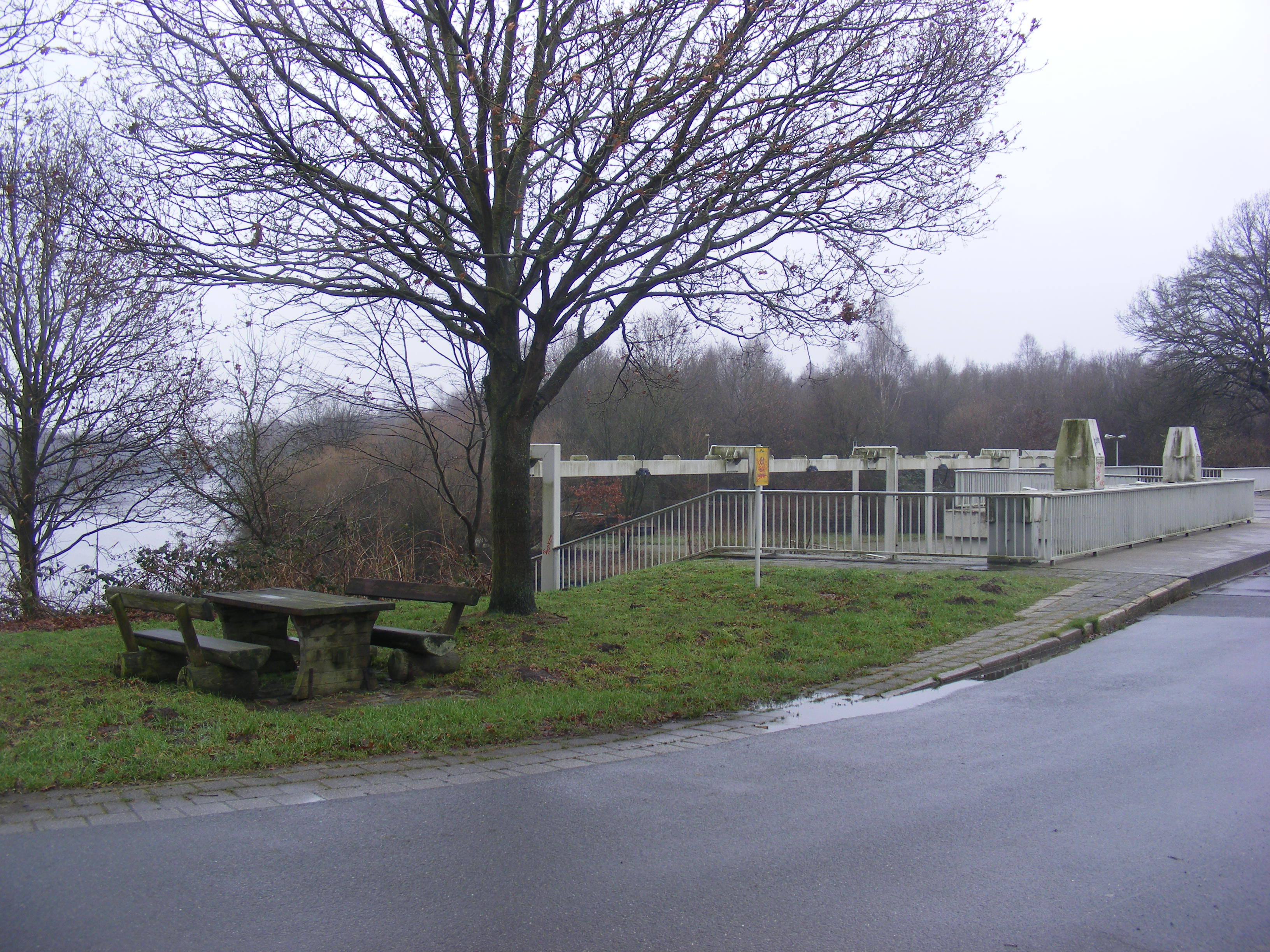
Neues Schöpfwerk Wasserhorst mit Maschinenfleet

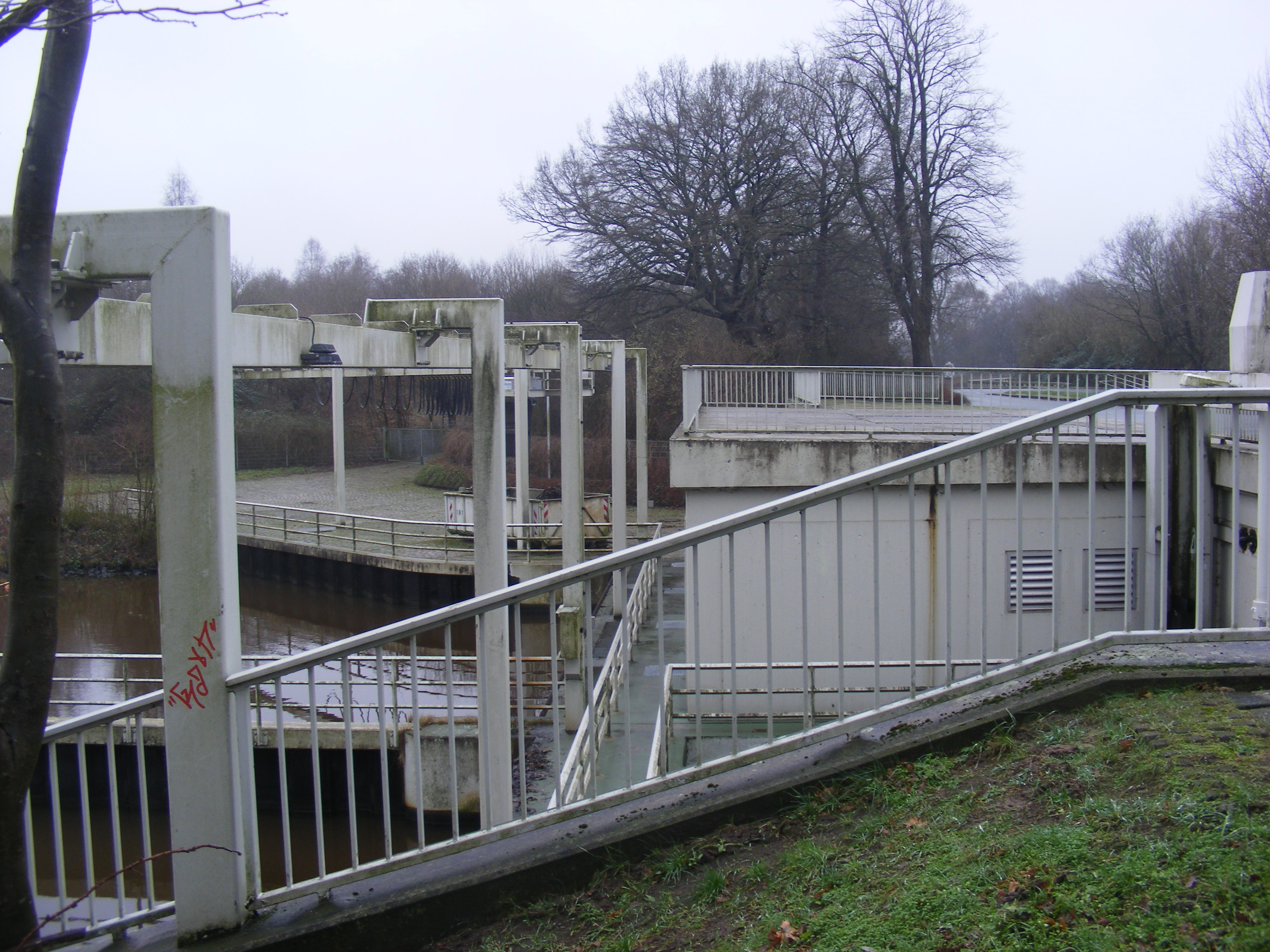
Neues Schöpfwerk Wasserhorst, Pumpenhaus unterhalb der Brücke

1741 kam das Blockland zum Kurfürstentum Hannover. Ab 1803 war das Blockland wieder bremisch. Ab 1743 entstand die evangelische, barocke Pfarrkirche in Wasserhorst. 1812 hatte das Gebiet 419 Einwohner. 1835 wurde ein Krug in Dammsiel eröffnet, in dem die Torfschiffer einkehrten.
Das Flussbett der Wümme erhöhte sich im 19. Jahrhundert ständig. Stärkere Überschwemmungen waren die Folge. Die windgetriebenen Pumpen konnten die Wassermengen nicht mehr bewältigen.
Durch das Bremer Gesetz zur Bildung eines Verbandes zur Abwässerung von 1858 gründete sich der Blocklander Abwässerungsverband. 1864 wurde die Blocklander Entwässerungsanstalt zwischen Wasserhorst und Burg eröffnet. Die damit größte und leistungsfähigste Anlage ihrer Zeit wurde deshalb in Europa bekannt. Das Blockland bleibt nun in den Sommermonaten frei von Überschwemmungen.
Ab 1878 waren nicht mehr die einzelnen am Deich ansässigen Bauern für die Deicherhaltung ihres Deichabschnitts zuständig, sondern alle im Deichverband zwangsweise zusammengeschlossenen Grundbesitzer.
Durch die Sturmflut von 1880/81 brach der Wümmedeich. Die Deiche von Weser und Wümme wurden daraufhin verstärkt.
1905 hatte das Blockland 410 Einwohner. 1910 erfolgte die Gründung der Genossenschaft zur Bewässerung des Blocklandes mit Bremer Kanalwasser. Die Aufschlickung zur Verbesserung der Bodenqualität wurde bis zu Beginn der 1960er Jahre durchgeführt.
Die Wümmedeichkuppen erhielten um 1920 eine Schotter- bzw. eine Asphaltdecke; das bis heute gültige Autofahrverbot wurde danach erlassen.
Die Freiwillige Feuerwehr Blockland wurde 1939 gegründet.
Die Landgemeinde Blockland wurde 1945 nach Bremen eingemeindet und erhielt 1946 als Ortsteil ein Ortsamt.
1966 hatte Blockland 654 Einwohner.
Seit 1966 organisiert der Bremer Eisverein im Winter die Überflutung der Wiesen für das Schlittschuhfahren an der Semkenfahrt (ein Hauptgraben im Grabensystem).
Ein Arbeitskreis Blocklandforschung begann 1968 mit einer botanischen Bestandsaufnahme. Das Außendeichgelände der Wümme wurde 1991 Naturschutzgebiet.
Die einklassige Schule im Blockland wurde 1968 geschlossen.
Die Einweihung des Lesum-Sperrwerks von 1979 sichert auch das Blockland vor Sturmfluten.
Die Sielanlage des Maschinenfleets mit dem Schöpfwerk Wasserhorst erhielt 1986 einen Neubau 200 m nordöstlich der alten Anlage.

### Bevölkerungsentwicklung
- 1813: 263 Einwohner
- 1905: 410 Einwohner
- 1966: 654 Einwohner
- 1995: 376 Einwohner
- 2007: 416 Einwohner

## Politik und Verwaltung

### Beirat
Der Beirat Blockland tagt regelmäßig und in der Regel öffentlich. Der Beirat setzt sich aus den auf Ortsteilebene direkt gewählten Vertretern der politischen Parteien oder Einzelkandidaten zusammen. Die Beiratswahlen finden alle vier Jahre statt, zeitgleich mit den Wahlen zur Bremischen Bürgerschaft. Der Beirat diskutiert über alle Belange des Ortsteils, die von öffentlichem Interesse sind, und fasst hierzu Beschlüsse, die an die Verwaltung, die Landesregierung und die Stadtbürgerschaft weitergeleitet werden. Für seine Arbeit bildet er Fachausschüsse. Dem Beirat stehen für ortsteilbezogene Maßnahmen eigene Haushaltsmittel zur Verfügung.

### Ortsamt
Das Ortsamt Blockland ist seit 1946 eine örtliche Verwaltungsbehörde. Es unterstützt den Beirat bei seiner politischen Arbeit. Es soll an allen örtlichen Aufgaben mitwirken, die von öffentlichem Interesse sind. Es wird von einem vom Beirat vorgeschlagenen und vom Senat bestätigten ehrenamtlichen Ortsamtsleiter geführt.
Ortsamtsleiter ist seit November 2019 Gerd Gartelmann.

## Kultur und Sehenswürdigkeiten

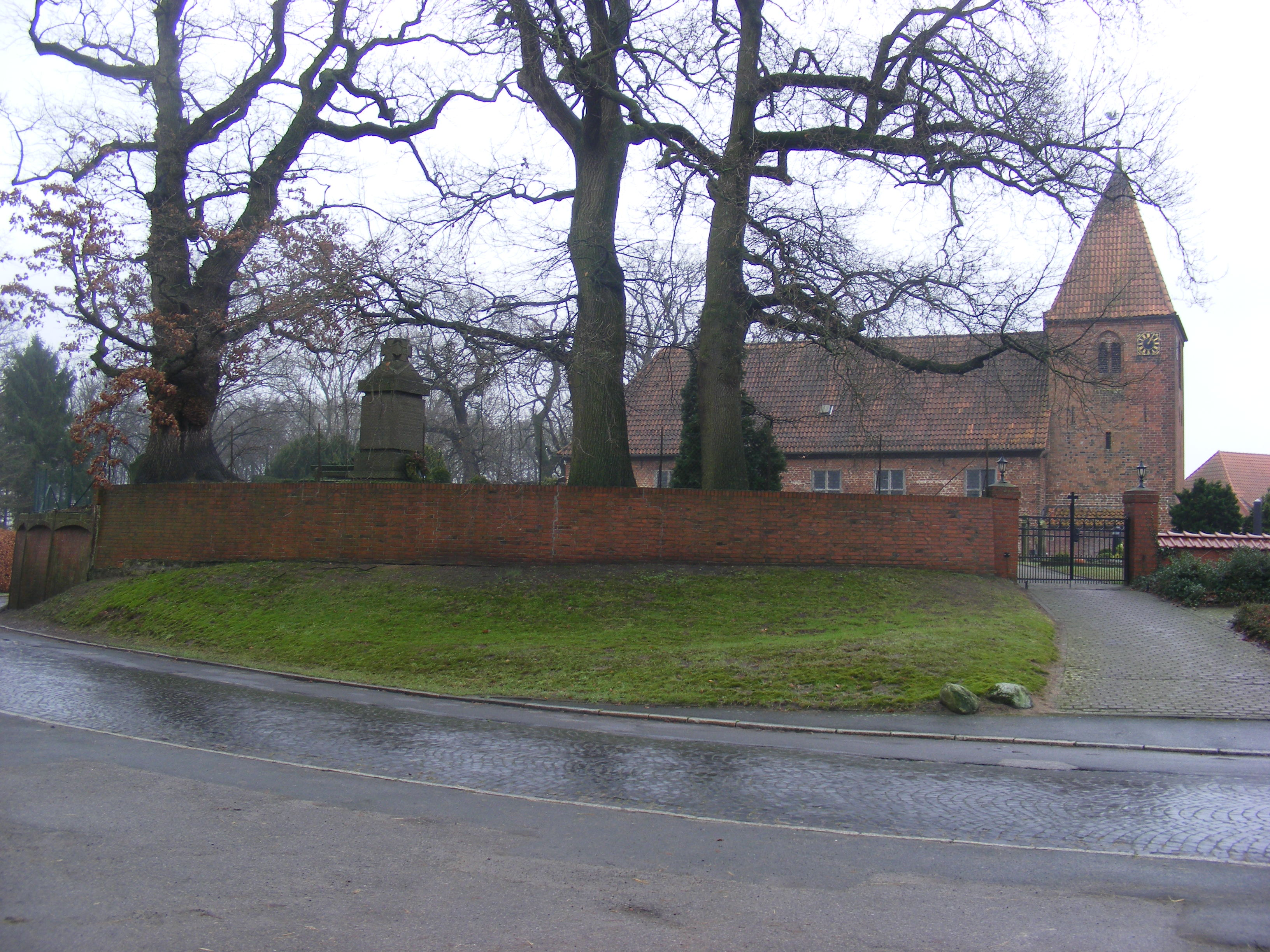
Wasserhorster Kirche mit Friedhof, ganz links Stützmauer der durch die Straße auf dem Wümmedeich angeschnittenen Kirchwurt

### Bauwerke
- Die evangelische, barocke Pfarrkirche Wasserhorst stammt von 1743. Das einfache Kirchenschiff aus Backsteinen hat ein Satteldach. Der dreigeschossige, quadratische Westturm ist wesentlich älter und trägt ein Zeltdach.
- Das ein- bis zweigeschossige, rotsteinsichtige Pfarrhaus Wasserhorst entstand 1901/02 nach Plänen von Johann Lürssen.
- Der Hof Kropp, Wummensiede 8, ist aus dem 17. Jahrhundert. Eine Inschrift von 1682 nennt die Familie Krop als Eigentümer, die  noch heute den Hof besitzt. Das  reetgedeckte Hauptgebäude, ein  niederdeutsches Hallenhaus, hat die üblichen Aufteilung in Diele, Flett (offene Wohnküche) und Kammerbereich.

### Natur und Freizeit

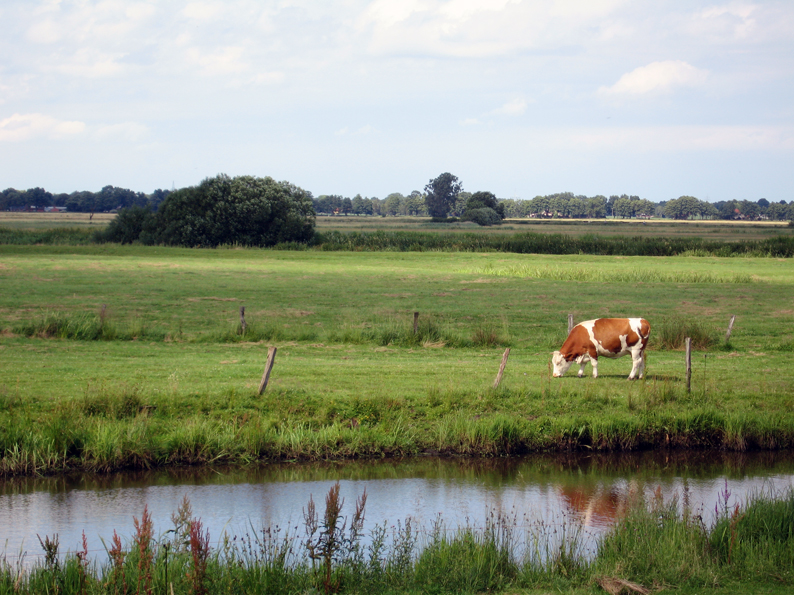
Wiesen und Weiden im Blockland

Der Deich mit Blick auf den Schilfgürtel der Wümme und das Blockland sind beliebte Ausflugsziele für Radfahrer, Skater und Spaziergänger. In dem Gebiet befinden sich
- das 148,5 Hektar große Naturschutzgebiet Untere Wümme und
- das  29,6 Hektar große Naturschutzgebiet Kuhgrabensee.

Eine Reihe von Ausflugslokalen finden sich zumeist an der Wümme:
- Gasthof Dammsiel, Niederblockland 32
- Gartelmanns Gasthof, Oberblockland 14
- Restaurant Kuhsiel bei der Kuhgrabenschleuse, Oberblockland 2
- Puszta-Stube Janosch, Oberblockland 5
- Wümmeblick-Höftdeich 11 auf der Lilienthaler Wümmeseite
- Gaststätte Zur Schleuse auf der Lilienthaler Wümmeseite am Truperdeich 35

## Öffentliche Einrichtungen

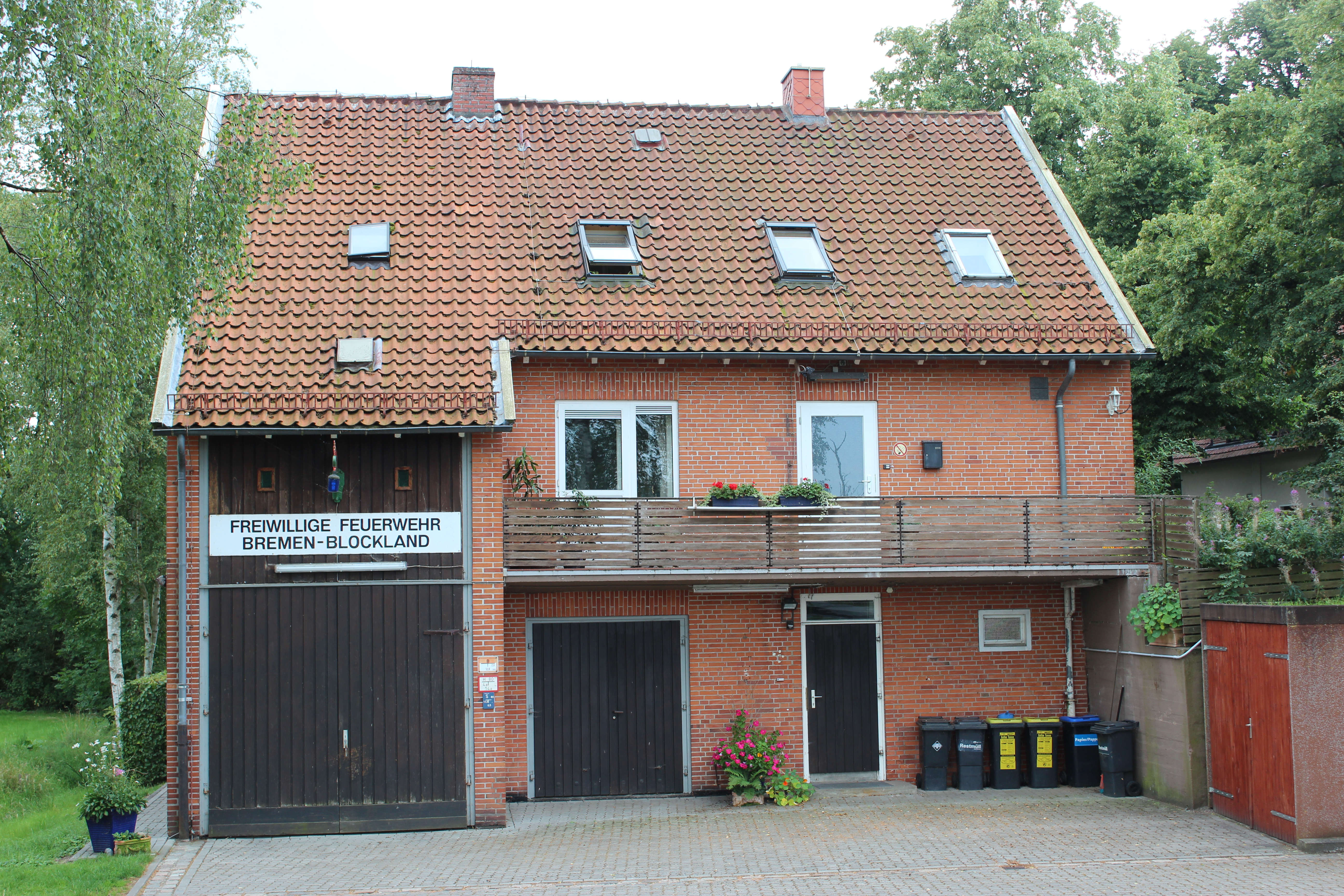
Freiwillige Feuerwehr Blockland

### Allgemein
- Ortsamt Blockland, Niederblockland 18
- Polizeirevier Findorff, Fürther Straße 43/45, ist auch für das Blockland zuständig.
- Freiwillige Feuerwehr Blockland in der früheren Polizeistation Niederblockland 32a besteht seit den 1950er Jahren.
- Der Ortsteil hat seit 1968 keine Schule mehr.

Entgegen der Namensgebung befindet sich die Blockland-Deponie mit dem höchsten Bodenpunkt Bremens administrativ nicht im Blockland, sondern durch die Kleine Wümme von diesem getrennt im Ortsteil Hohweg des Stadtteils Walle.

### Soziales und Vereine
- Kindergarten der evangelischen Kirchgemeinde Wasserhorst am Blockland, Wasserhorst 12b
- Dorfgemeinschaft Blockland (früher Heimatverein)  im Dorfgemeinschaftshaus will durch kulturelle und gesellige Veranstaltungen die traditionellen Formen bewahren und u. a. auch die  plattdeutsche Sprache pflegen.
- Landjugend Blockland organisiert Projekte und Aktivitäten wie Kanu-Fahrten, Fahrrad-Touren, Städtereisen, 72-Stunden-Aktion, Wasserski fahren, Weihnachtsfeiern, Feten oder Theaterspiel.

### Kirche
- Evangelische Kirchgemeinde Wasserhorst am Blockland, Wasserhorst 12b

## Verkehr

Straße „Niederblockland“

- Das Blockland ist durch eine Straße auf dem Deich an Wümme und Hamme von Lehester Deich bis Burggrambke erschlossen, die nur von Radfahrern und Anliegern befahren werden darf. Den gleichen Status haben der Kuhgrabenweg entlang des Kuhgrabens, der den Stadtteil nach Osten begrenzt sowie zwei Straßen, die die Straße auf dem Deich am Dammsiel erreichen, die Blocklander Hemmstraße entlang der Kleinen Wümme von Findorff aus und die Waller Straße von Walle her. Als einzige Hauptstraße durchschneidet die Ritterhuder Heerstraße von Oslebshausen her kommend das Gebiet und trennt das nordwestlich gelegene Wasserhorst von seinen übrigen Teilen.
- Die Autobahn A 27 führt südlich am Blockland vorbei und hat in seiner Nähe drei Ausfahrten Bremen-Horn-Lehe, Bremen-Überseestadt in der Nähe der Hemmstraße und Bremen-Industriehäfen an der Ritterhuder Heerstraße ins Blockland, und durch die Ausfahrt kann die Hemmstraße erreicht werden.
- Außer Schulbussen halten im Blockland keine öffentlichen Verkehrsmittel. Auf der Ritterhuder Heerstraße verkehrende Busse von Bremen nach Ritterhude halten an der Nordseite der Wümmebrücke. Ein Linienbus der BSAG hält im Hochschulring am Südende der Blocklander Hemmstraße. Mehr als anderthalb Kilometer vom Kuhsiel gibt es Straßenbahnanbindung (Universität und Borgfelder Heerstraße).
- Der zirka 300 km lange Wümme-Radweg führt von Bremen-Vegesack über die Wümmedeiche vom Blockland und Borgfeld und weiter bis zur Lüneburger Heide.
- Blocklander Hemmstraße und Kuhgraben können von der Bremer Innenstadt aus per Rad oder zu Fuß durch den Bürgerpark erreicht werden.
- Die Torfkahnfahrten durch das Teufelsmoor auf der Wümme, Hamme und Lesum.